# Kanał Ma Wan

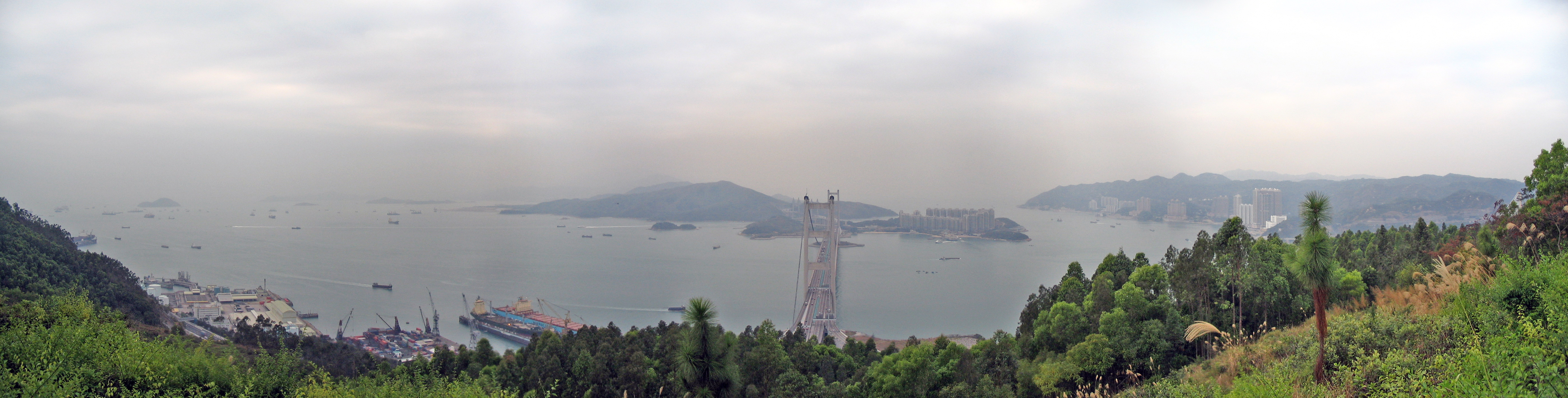
Kanał Ma Wan

Kanał Ma Wan; historyczne nazwy: Kai Tap Mun (雞踏門) oraz Kai Tsap Mun (雞閘門) – kanał w Hongkongu pomiędzy wyspami Ma Wan i Tsing Yi. Od północy łączy się z kanałem Rambler, od zachodu łączy się z kanałem Kap Shui Mun, a od południa styka się z Victoria Harbour
Nad kanałem przebiega most Tsing Ma, który łączy wysypy Ma Wan i Tsing Yi. 